# XXXX 증후군
XXXX 증후군(영어: XXXX syndrome)은 인간 여성이 X 염색체가 2개 더 있어서 일반 46개의 염색체가 아닌 총 48개의 염색체가 있는 성 염색체 이수성 증후군이다. 이 증후군은 48,XXXX 핵형을 만들어낸다.